# Jenny Alm
Jenny Sofia Alm, född 10 april 1989 i Uddevalla, är en svensk tidigare handbollsspelare (vänsternia).

## Klubbkarriär
Jenny Alm började sin handbollskarriär i GF Kroppskultur. Hon var en av seniorlagets (HF Kroppskultur Dam) viktigaste spelare och 2009-2010 vann hon skytteligan i elitserien. Inför säsongen 2011 värvades hon till IK Sävehof. I Sävehof fick hon sitt internationella genombrott med Champions League spel och landslagsuppdrag. Hon spelade sedan 2015-2017 för det danska laget Team Esbjerg.  Redan första säsongen i Danmark blev hon dansk mästare med Esbjerg. Den 3 februari 2017 meddelades att Jenny Alm byter klubb till Köpenhamn Håndbold. Även första året i Köpenhamn vann hon ett danskt mästerskap. Efter säsongens slut 2019 avslutade hon sin karriär.

## Landslagskarriär
2010 debuterade hon för det svenska landslaget i en EM-kvalmatch mot Ungern i Lund. Sverige tog sig mästerskapet men inte Jenny Alm som fick gå till IK Sävehof innan hon mästerskapsdebuterade vid VM 2011 i Brasilien. Hon var med och vann brons vid EM 2014 i Kroatien och Ungern. Från 2011 till 2018 var hon med i samtliga mästerskapsturneringar utom OS 2012.

## Meriter
- Fyra SM-guld (2012, 2013, 2014, 2015) med IK Sävehof
- 2 gånger Dansk mästare 2016 med Team Esbjerg och 2018 med København Håndbold.
- EM-brons 2014